# Hêndrio
Hêndrio Araújo da Silva (sinh ngày 16 tháng 5 năm 1994) còn được biết đến với tên gọi Hendrio là một cầu thủ bóng đá người Brasil hiện đang thi đấu ở vị trí tiền vệ cho câu lạc bộ Hà Nội tại V.League 1. Anh từng thi đấu cho đội trẻ Barcelona, đội trẻ của Real Betis và Huelva.

## Sự nghiệp
Hendrio sinh ra tại Brasil. Năm lên 10 tuổi, gia đình anh chuyển sang Tây Ban Nha định cư. Tại đây, anh chơi cả bóng đá và futsal cho đội trẻ Recreativo Huelva. Sau đó, các tuyển trạch viên của Barcelona đã theo dõi và đưa anh về La Masia. Năm 2010, anh quyết định chuyển sang chơi cho đội trẻ Real Betis để sống gần gia đình.
Những năm tiếp theo, Hendrio đã quyết định rời Tây Ban Nha để chơi bóng tại Bồ Đào Nha và Gruzia, trước khi tới Việt Nam khoác áo câu lạc bộ Topenland Bình Định vào đầu năm 2021. Anh ra sân 12 trận và ghi 2 bàn thắng ở mùa 2021. Sang mùa 2022, Hendrio là cầu thủ quan trọng bậc nhất của Topenland Bình Định giúp đội bóng "đất võ" giành huy chương đồng V.League và vị trí Á quân Cúp quốc gia. Tuy nhiên, sau khi kết thúc mùa giải, Hendrio đã bất ngờ thông báo chia tay Topenland Bình Định với lý do hai bên không đạt được thỏa thuận chung.
Ngày 9 tháng 12 năm 2022, câu lạc bộ Thép Xanh Nam Định công bố đã ký hợp đồng 3 năm với Hendrio. Vào ngày 31 tháng 3 năm 2025, anh đã chính thức chia tay Thép Xanh Nam Định sau một thời gian bị loại khỏi danh sách đăng ký thi đấu V.League 1 mùa giải 2024–25 48 trận và ghi 16 bàn cho câu lạc bộ.

## Danh hiệu

### Câu lạc bộ
Thép Xanh Nam Định
- V.League 1:
  -  Vô địch (1): 2023–24
- Cúp Quốc gia:
  -  Hạng ba (1): 2023–24
- Siêu cúp Quốc gia:
  -  Vô địch (1): 2023–24

Topenland Bình Định
- V.League 1:
  -  Hạng ba (1): 2022
- Cúp Quốc gia:
  -  Á quân (1): 2022